# Даниловка (река, впадает в Белое море)
Даниловка — река в Ловозерском районе Мурманской области. Длина реки составляет 39 км, площадь бассейна — 283 км².

## Описание
Начинается в обильной озёрами местности между озером Долгое и верховьями реки Большая Вязка. Течёт в общем юго-восточном направлении по заболоченной тундре. В низовьях порожиста, имеется водопад высотой 3 м. Впадает между устьями рек Поной и Сосновка в Горло Белого моря, образуя губу Даниловскую. Недалеко от места впадения реки в Белое море расположен остров Данилов.
Река замерзает в начале ноября, вскрывается, как и большая часть рек данной местности, в мае. Относится к нерестовым рекам Кольского полуострова по воспроизводству лососевых рыб.

## Данные водного реестра
По данным государственного водного реестра России относится к Баренцево-Беломорский бассейновый округ, водохозяйственный участок реки — реки бассейна Белого моря от западной границы бассейна р. Иоканга (мыс Святой Нос) до восточной границы бассейна р. Нива без р. Поной. Речной бассейн реки — Бассейны рек Кольского п-ова и Карелии, впадающих в Белое море.
Код водного объекта — 02020000212101000006977.